# نایچه
نایچه (Tracheole) لوله تنفسی ریزی است که در نای حشرات قرار دارد و بخشی از دستگاه تنفسی حشره است.
نایچه‌ها قطری حدود یک مومتر (µm) دارند و اکسیژن را به یاخته رسانده و دیوکسید کربن را را به بیرون هدایت می‌کنند.
شاخه‌بندی نایچه‌ها نسبت به نای‌ها به همان شکل انجام می‌شود که مویرگ‌ها از سرخرگ یا شاخه‌ها از تنه درخت. این نوع شاخه‌بندی سطح در دسترس برای معاوضه گازها در حشرات را افزایش می‌دهد. مجراهای گوارشی و ماهیچه‌های پروازی که سوخت‌وساز در آن‌ها بالا است تراکم نایچه‌ای بیشتری دارند.
گرچه نایچه‌ها را با یاخته‌ها همراه می‌دانند اما نایچه‌ها تنها به یاخته‌های ماهیچه‌های پروازی که نیاز زیادی به اکسیژن دارند نفوذ و ورود دارند.
برخلاف نای‌های بزرگ‌تر که از سلول‌های بنیادین برون‌پوستی ساخته شده‌اند نایچه‌ها در پوست‌اندازی حشره از بین نمی‌روند و در جای خود باقی‌مانده و با «ساروجی» که تولید می‌کنند به نایچه‌های تازه جوش می‌خورند.